# 降亚精胺
降亚精胺（也称作3,3'-二氨基二丙胺）是一种有机化合物，分子式C6H17N3，属于多胺，常温常压下为无色液体，有胺的气味，存在于植物、细菌和藻类中，人体中不存在。